# オトメ3原則!
『オトメ3原則!』（おとめさんげんそく）は、松智洋著、ななろば華イラスト担当の日本のライトノベル。集英社のスーパーダッシュ文庫より刊行された。全6巻完結。

## 概要
『迷い猫オーバーラン!』・『パパのいうことを聞きなさい!』に続く、著者の松による集英社スーパーダッシュ文庫からの3シリーズ目となるライトノベル作品である。
松は本シリーズ執筆に関して、「(2012年)1月頃、『パパのいうことを聞きなさい!』アニメ放映中でホテルにカンヅメとなっていた時に気分転換で書いた」との趣旨で語っている。また「自分の作品としては初めて『未来』や『ロボット』といった要素を織り込んだ」とも述べており、松の従来作品のテーマに新しいテイストを加えることを試行した作品である。本作はアイザック・アシモフの「ロボット3原則」をストーリー全体の軸にしており、松は「ロボット3原則の深いテーゼをこの作品のキャラクター達で深めて行きたい」と語っている。
本作のストーリーは、著名なロボット工学者である父母および姉を持つ高校生大河原本気（おおがわら もとき）、通称「マジ」を主人公として、隣家に住む幼馴染で高校の同級生でもある「ロボットになりたい少女」久遠遙（くおん はるか）と、本気の父が製作した「人間になりたい少女」最新型試作アンドロイド「プロトII」（ぷろとつー）通称「ラブ」との関係を軸として、通学する学園の部活動「ロボロボ部」のメンバーとのやりとりを中心に展開していく。

## あらすじ
小説第1巻
ロボット工学者一家に育った大河原本気は、幼馴染でクラスメートでもある久遠遙とそわそわした関係を送っていた。幼少時に事故で両親を亡くした遙は、その後大河原家に引き取られる形で過ごし、本気とは兄弟同様の生活を送ってきた。しかし、現在は大河原家宅に住んでいるのは本気1人となってしまったため、分別をつけるということで隣の久遠家宅に移ったのである。学園ではクールな優等生ということで通っている遙であったが、その実は本気に甘えないと生きていけないという依存症のような一面があるものの、通称「ハルカちゃん3原則」による線引きなど、2人は微妙な距離を保ちつつ今に至っていた。
そんなある日、本気の父からの「よろしく頼む」という一言だけの伝言と共に、彼が製作した最新鋭試作アンドロイド、プロトIIが大河原家にやってくる。ところがこのプロトII、最新鋭アンドロイドとは思えないくらいドジで、通常の人型アンドロイドであれば問題なくこなすような課題も満足にこなせない。どうやらプロトIIに搭載されているAIシステムである「0システム」のせいらしい。だが、調べようにも父が海外出張で不在となってしまい、研究所への返送もままならないため、やむなく本気はプロトIIに「ラブ」という愛称をつけて共に暮らし始める。しかしそれは、過去の経緯からアンドロイドを嫌う遙との関係に大きな波紋を起こすこととなる。
本気が半ば強引な形で参加させられている部活「ロボロボ部」のメンバー、永野明里・川森慎太郎・高倉康夫、ブラコン気味の本気の姉大河原勇希なども絡んで、本気と遥とラブの物語が始まる。
小説第2巻
本気と遙、そしてラブの関係が微妙なバランスのままで迎えた夏休み。「休みの間にラブを役立つロボットに育てられなければ、ラブは父のところへ返送、本気の一人暮らしも終了」という条件を勇希から出され、ロボロボ部メンバーの協力を得つつ、ラブの教育に注力する本気であった。しかし、ラブにかかりきりの本気は、もっと本気に甘えたい遙にとってはかなりのストレスとなっていた。
ゆっくりではあるが成長していくラブであったが、そんな大河原家に勇希がラブの比較対象用として汎用人型アンドロイドF-03「えふさん」を連れてくる。これにより、少々すね気味のラブであったが、夏休み半ばの勇希によるラブ成長度測定中間試験では、何とかえふさんより優位であることを示すことができた。
夏休みも終盤にさしかかったある日、突然部長の明里が「夏合宿をする！」と言い出し、ロボロボ部一同とえふさんは山へ向かう。普段とはまた違う環境の中で成長していくラブであったが、運悪く台風が襲来し、合宿は中断することに。それどころか、ロボロボ部一行を乗せたケーブルカーが崖崩れにより孤立状態になり、通信手段もなくなってしまう。絶体絶命の状況の中、ラブとえふさんは救助要請のため嵐の中へ。果たして、本気達のピンチを救うことができるのか。
小説第3巻
怒涛の夏休みも無事終え、迎えた2学期、合宿での一件によりアンドロイドであることが明るみに出てしまったラブは、紆余曲折あって本気達と共に学校に通うことになった。これまでとはまた違った学校での生活、2学期からの美少女転入生鷲尾神楽にも触発され、さらに学習経験を積んでいくラブであった。しかし、これは本気がラブにかかりきりな時間が増えるということを意味し、遙にとっては面白くない。だからといって優等生で通している学校ではラブに当り散らすわけにもいかず、遙のイライラはつのるのであった。その反動で本気との衝突もこれまでにも増して絶えず、本気もそんな遙が気になるものの、十分に遙を気遣うことができずにいた。
そんな中、ロボロボ部は次の目標として「ロボコン」への参加を決め、準備に取り掛かる。かつては姉・勇希も華々しい成果を収めており、ラブの育成生活をこれまでどおり続けることを認めさせるためにも、満足のいく成果を挙げたい本気であった。しかしそんなロボロボ部の面々、とりわけラブを冷徹に見つめる監視の視線があることには誰も気がつかなかった。
やがてロボロボ部の周りでさまざまな不審現象が起こり出す。そしてラブを亡き者にせんとするものの手が、ついにラブを捕らえる。果たして本気達は、このピンチを乗り越えることができるのか。
小説第4巻
かろうじてラブを悪意の手から救った本気たちであったが、ラブの受けたダメージは大きく、動作停止状態となってしまった。努力の甲斐あって何とかラブは再起動するものの、これまでとは全く様子が違う。調べた結果、これまで本気たちと過ごした時間がすべて消去され、新しく起動したばかりのアンドロイドのようであった。そのため、消去された部分を修復するべく本気は母を訪ね、鍵を握っているであろう0システムにつき問いただすが、0システムそのものに否定的な本気の母からは色よい返事はもらえない。それどころか遙との生活も中断させられそうになるのであった。
傷心の本気たちロボロボ部の面々であるが、気を取り直してロボコンの準備に再びとりかかる。一方、ラブをこの状況に追い込む原因となったプロトI「カムイ」は、前回の騒動の過程で失われた準備を再び整えつつ、再びラブを狙える状況を伺っていたのであった。
そして、ラブを台風の目として、それぞれの思惑が動き出す。
小説第5巻
出張してから音信不通となっていた本気の父は、勤めていた研究所も退職していたことが判明し、あまりの出来事に驚く本気達。そして、行方知れずの父に代わり保護者を務めることとなった母の提案として、本気はこれまで住んでいた家を離れ母達と暮らすこととなる。これに本気は反発するが、なぜか遙もラブも別々に暮らすことをすんなりと受け入れる。
こうして別々の場所で暮らし始め、いよいよ開催が迫ってきたロボコンの準備を進めるそんなある日、本気の母の家が突然火災に見舞われる。通常以上のセキュリティシステムを備えていたはずの家に忍び込み、貴重な機材やロボットを破壊したのは何者なのか、謎は深まるばかりであったが、焼け出された形の本気は再び大河原の家で暮らすこととなった。
明里や公恵先生の働きかけもあり、新ロボロボ部再度改めロボロボ部は再び学校施設を部活動で使用できるようになった。様々な危険に脅かされつつも、本気達は準備に注力する。しかし、体勢を整えたカムイが再びラブの0システムを亡きものにせんと襲撃してくる。ギリギリのところでこれを回避する本気達であったが、その時、思ってもみなかった攻撃を受ける。カムイとも一時協力し攻撃を退けた本気達のところに本気の母が現れ、あることを告げる。

## 用語
0システム（らぶしすてむ）
人工頭脳の分野に長けた工学者であった遙の両親が基礎部分を開発した、学習型のアンドロイド用基幹AIシステム。
本作中の世界設定では標準となっている、状況に応じた対応策をネットワーク経由で入手する形式のアンドロイド用基幹システムとは異なり、スタンドアロンの状態で試行錯誤を行い蓄積することによってシステムの成熟を図ることを基本仕様としている。そのため、システムへの経験蓄積が十分でない状態では、表面上従来型の基幹システムを搭載したアンドロイドに遠く及ばない結果しか導き出せないことがほとんどである。反面、ネットワーク接続が遮断された状況下でも従来型基幹システム搭載機に見られるパフォーマンスの低下は起こらない。また、当初想定されてはいなかったが、0システムはごく小型のロボットとも言えるナノマシンの制御において高い性能を発揮する。
作中において実運用可能な状態にある0システムは「プロトゼロ」「プロトI」「プロトII」「プロトIII」の4つである。このうちプロトゼロは遙の両親が亡くなった事故の際に失われたとされ、プロトIIIはシステムとして使用可能な状態ではあるものの機体搭載はなされていない。プロトⅠIはカムイに、プロトIIはラブに搭載されている。これら4つ以外の0システムは、遙の両親が故人となって以降は、幾度か製造が試みられたものの成功していない。
ハルカちゃん3原則
アイザック・アシモフが著作『われはロボット』において提唱した「ロボット3原則」を元にした、遙と本気の間の約束。「第1条 マジくんは遙のお世話をしなければならない」「第2条 マジくんは第1条に反さない限り自分の身を守らなければならない」「第3条 マジくんが第1条・第2条に反しない限り、遙はマジくんの言うことを聞かなければならない」の3つからなる。
作中においては必ずしも文字通りの運用がなされているわけではなく、状況や感情に伴って適用範囲の変動が普遍的に生じている。しかし当事者である遙・本気のいずれも特に問題としていないことから、ラブはハルカちゃん3原則について「本気3原則としても機能しているのではないか」と考察し、「私も自らの3原則を持ちたい」としている。

## 既刊一覧
集英社スーパーダッシュ文庫より刊行。
| タイトル       | 第1刷発売日    | ISBN                   |
| -------------- | -------------- | ---------------------- |
| オトメ3原則!   | 2012年 7月25日 | ISBN 978-4-08-630687-4 |
| オトメ3原則! 2 | 2012年 9月25日 | ISBN 978-4-08-630698-0 |
| オトメ3原則! 3 | 2012年12月25日 | ISBN 978-4-08-630714-7 |
| オトメ3原則! 4 | 2013年 4月25日 | ISBN 978-4-08-630735-2 |
| オトメ3原則! 5 | 2013年 8月23日 | ISBN 978-4-08-630749-9 |
| オトメ3原則! 6 | 2013年12月25日 | ISBN 978-4-08-630764-2 |